# Richie Pietri
Richard Pietri Villanueva, detto Richie (23 febbraio 1944 – febbraio 1999), è stato un cestista portoricano.

## Carriera
Con Porto Rico ha disputato i Campionati del mondo del 1967, e i Giochi panamericani di Winnipeg 1967.